# 近鉄バス松原営業所
近鉄バス松原営業所（きんてつバスまつばらえいぎょうしょ）は、大阪府松原市上田に所在する近鉄バスの営業所。
最寄りの駅は河内松原駅で、最寄りバス停留所は「松原車庫前」。松原車庫前バス停と河内松原駅バス停の間は1停留所で、近鉄南大阪線の線路に並行する堺大和高田線沿いに営業所がある。
当営業所の所属車両には、近鉄バスでは唯一となる和泉ナンバーが交付される。

## 概要
営業所のある松原市をはじめ、羽曳野市・藤井寺市南部・堺市（美原区・東区）・富田林市など、主に近鉄南大阪線・近鉄長野線沿線をカバーする。戦前の大阪鉄道時代からの路線も一部存在するが、戦後のベッドタウン化により発展した路線が多くある。羽曳野や美原などの新興住宅地は丘陵地にあり駅からも距離があるため、他のエリアより利用されている路線が多い。

## 現行路線

### 羽曳野線
松原営業所を代表する路線。
南大阪線の中間主要駅である藤井寺駅前および古市駅前から藤井寺市・羽曳野市内の住宅地・大学を結ぶ路線網である。鉄道空白地帯を通り、管内で一番利用客の多い路線である。
藤井寺駅南口にはロータリーが設置されておらず、野中・藤ケ丘方面から来たバスは御陵前・野々上方面へ、野々上・御陵前方面から来たバスは藤ケ丘・野中方面へそのまま運行し、時間帯によって運行系統が変わるなど複雑な運行形態となっている。
駅間輸送を除き、藤井寺駅前行きは野々上経由が60番、野中経由が70番に、古市駅前行きは8番に統一されている。
2021年3月1日のダイヤ改正で、藤井寺駅前から羽曳が丘方面行きは全て野々上経由に、学園前五丁目・古市駅前行きは全て藤ヶ丘経由に統一された。
過去には高鷲系統と呼ばれる91番（高鷲駅前 - 二度ヶ池 - 桃山台二丁目）が昼間時を中心に運行されていたが、利用が少なかったため土曜1便のみの運行となったのち2017年4月1日に運行を取りやめた。
当営業所管内の他路線を含め、他の路線バスとの接点を一切もたないため、路線単位では独立しているという特徴もある。
駅前のりばの発着位置は藤井寺駅前では71・78番は1番のりば、駅間輸送系統と84番は2番のりば、60番台は3番のりば。古市駅前では81・82番のみ2番のりばでその他は1番のりば。
なお、毎年8月9日は葛井寺の千日まいりが行われるため、かつては昼間時以降、東藤井寺町停留所付近の近鉄南大阪線踏切から藤井寺駅前交番付近が車両通行止めとなっていた。このため、通常の藤井寺駅（南口）発着の系統は運行不可能となり、当該時間帯は駅北口のロータリーが臨時発着場となる。この場合、府道12号を東に走り小山交差点を南下、近鉄南大阪線の踏切を越え、通常ルートを走ることになる（藤ヶ丘および野中経由の場合）。この時、堺大和高田線内にある2つの停留所（北岡、藤井寺市役所前）は通過。またこれにより、春日丘団地前を通るルートが確保できなくなるため、大阪女子短大前（現・大阪緑涼高校前）、御陵前、藤井寺南住宅前の3停留所は運休し、これに伴い、60番台、83番はこの時間帯には運休していた。2013年より規模が縮小されたため、一般車の乗り入れのみ規制され、バスの運行は通常通りとなった。

#### 四天王寺大学方面
駅から四天王寺大学へのアクセスを担う。71番が主体で運行されている。
- 61・60番：藤井寺駅前 - 御陵前 - 野々上 - 羽曳山住宅前 - 府立医療センター - 羽曳が丘一丁目 - 四天王寺大学
  - ほぼ日中のみの設定で、1時間あたり平日2本・土休日1本運行されている。
- 71・70番：藤井寺駅前 - 藤ヶ丘 - 野中 - 軽里三丁目 - 羽曳山住宅前 - 府立医療センター - 羽曳が丘一丁目 - 四天王寺大学
  - 四天王寺大学系統の主力で本数が非常に多い。
- 78番：藤井寺駅前 → 藤ヶ丘 → 野々上 → 羽曳山住宅前 → 府立医療センター → 羽曳が丘一丁目 → 四天王寺大学
  - 土休日は午前中のみの運行。平日は午後以降も1時間に1〜2本設定される。
- 82・8番：古市駅前 - 軽里三丁目 - 羽曳山住宅前 - 府立医療センター - 羽曳が丘一丁目 - 四天王寺大学

#### 大阪府立大学羽曳野キャンパス方面
藤井寺駅前発着・古市駅前発着ともに平日1往復のみの運行。なお大阪府立大学羽曳野キャンパスへは、四天王寺大学・羽曳が丘方面の系統に乗車し、府立医療センター下車でもアクセス可能。
- 67・60番：藤井寺駅前 - 御陵前 - 野々上 - 羽曳山住宅前 - 大阪府立大学羽曳野キャンパス
- 87・8番：古市駅前 - 軽里三丁目 - 羽曳山住宅前 - 大阪府立大学羽曳野キャンパス

#### 羽曳が丘方面
藤井寺駅前・古市駅前と羽曳が丘を結ぶ羽曳野線の主力系統。羽曳が丘は駅から離れた丘陵地帯にある住宅地であるため、特に多くの利用がある。
藤井寺駅前乗り入れ系統は平日は11時台から15時台のみ1時間あたり3本だが、早朝・深夜を除いた他の時間帯は毎時5本以上確保されている。土曜・休日は3本/時の時間帯が長くなる（休日はほぼ終日）。
概ね午前中は65番が、藤井寺駅前発正午頃より62番での運行となる。
- 62→60番：藤井寺駅前 - 御陵前 - 野々上 - 羽曳山住宅前 - 府立医療センター - 羽曳が丘一丁目 - 羽曳が丘五丁目 - 《羽曳が丘八丁目→羽曳が丘西三丁目→羽曳が丘西二丁目》
- 65→60番：藤井寺駅前 - 御陵前 - 野々上 - 羽曳山住宅前 - 府立医療センター - 羽曳が丘一丁目 - 羽曳が丘五丁目 - 《羽曳が丘西二丁目→羽曳が丘西三丁目→羽曳が丘八丁目》
  - 午前中まで運行。
- 66番：藤井寺駅前 → 御陵前 → 野々上 → 羽曳山住宅前 → 府立医療センター → 羽曳が丘一丁目 → 羽曳が丘五丁目 → 羽曳が丘八丁目 → 羽曳が丘西三丁目 → 羽曳が丘西二丁目 → 羽曳が丘西二丁目東
  - 夕方から夜間に運行。駅前発車時刻が近鉄バスの一般路線では最も遅い。
- 60番：羽曳が丘西五丁目 → 羽曳が丘西二丁目 → 羽曳が丘五丁目 → 羽曳が丘一丁目 → 府立医療センター → 羽曳山住宅前 → 野々上 → 御陵前 → 藤井寺駅前
- 81・8番：古市駅前 - 軽里三丁目 - 羽曳山住宅前 - 府立医療センター - 羽曳が丘一丁目 - 羽曳が丘五丁目 - 羽曳が丘西二丁目 - 羽曳が丘西五丁目

#### 桃山台・学園前方面
桃山台二丁目には霊友会の第8支部があるため、臨時便が運行されることもある。2014年6月2日より桃山台二丁目から学園前五丁目まで延伸された。
- 84・70番：藤井寺駅前 - 藤ヶ丘 - 野中 - 軽里三丁目 - 羽曳山住宅前 - 桃山台二丁目 - 学園前五丁目
- 60番：学園前五丁目 → 桃山台二丁目 → 羽曳山住宅前 → 野々上 → 御陵前 → 藤井寺駅前
- 85・8番：古市駅前 - 軽里三丁目 - 羽曳山住宅前 - 桃山台二丁目 - 学園前五丁目

#### 駅間輸送
77番は日中、74番は朝夕に設定。
- 74番：藤井寺駅前 - 藤ヶ丘 - 野中 - 軽里三丁目 - 古市駅前
- 77番：藤井寺駅前 - 藤ヶ丘 - 羽曳野市役所前 - 古市駅前

### 丹比線

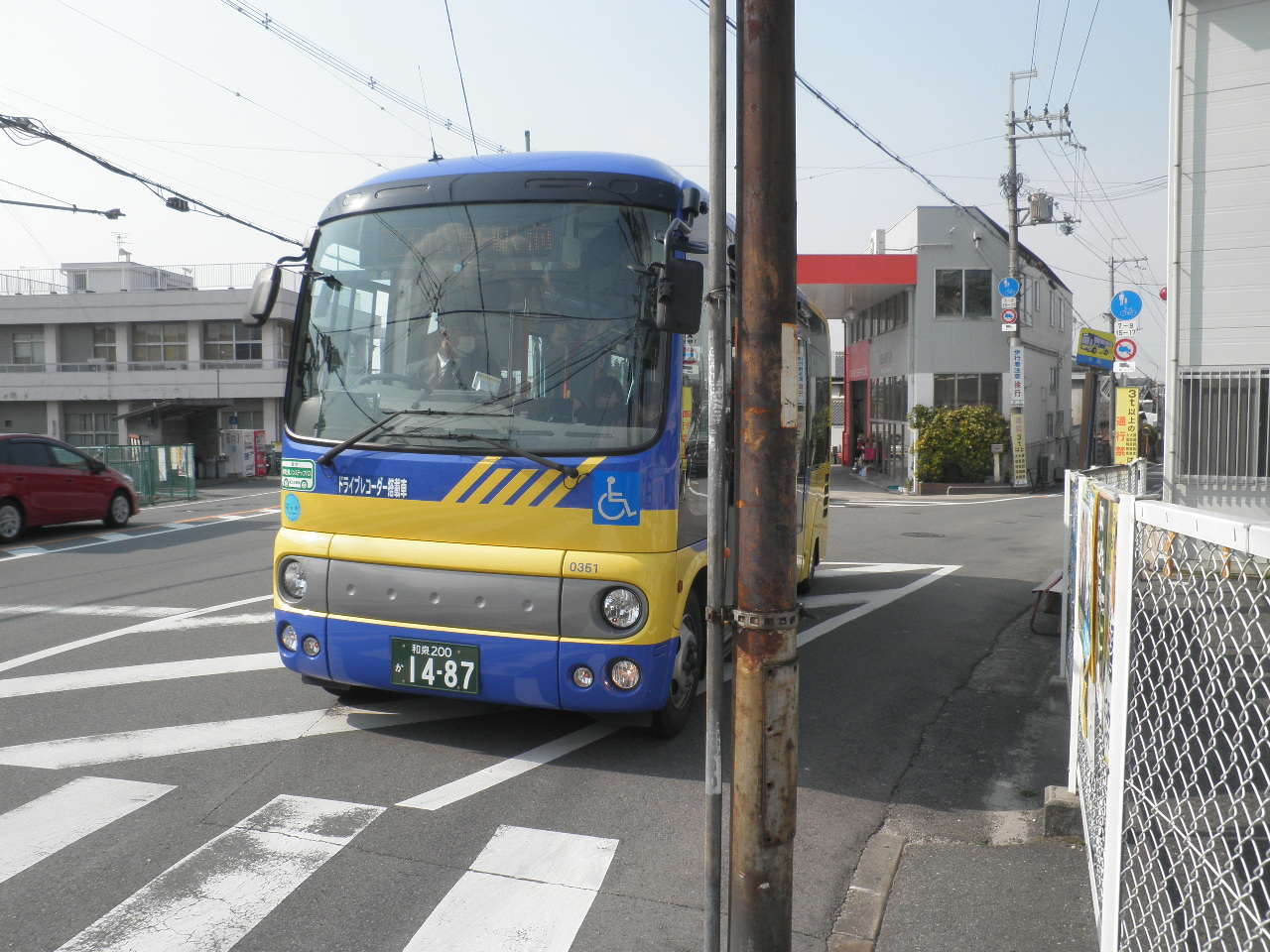
丹比線（74番）の小型バス

恵我ノ荘駅付近をはじめ一部に極端な狭隘路があるため、車両は小型車を使用する（かつては中型車で運行）。路線名の丹比（たんぴ）とはこの地域の古い地名（丹比村および丹比郡を参照）。
朝は31・32番の恵我ノ荘駅前発着となり（駅から中環経由の循環経路で平尾へ向かう）、それ以外は74番の河内松原駅発着となる。
2007年3月22日より、恵我ノ荘駅前停留所（上り方面のみ）が南へ約120mに移設された。これにより、近鉄南大阪線踏切を渡る事無く大阪阿部野橋方面ホームへ行くことが可能になり、利便性が向上した。
2022年2月1日より、下水道敷設工事のため平尾周辺で迂回を行っていたが、10月1日より正式なルートとなった。
過去には恵我ノ荘駅前を経由せず中環を経由し平尾から河内松原駅前へ向かう73番もあったが、休日に4便のみの運行となったのち2022年7月21日廃止された。
- 31番：恵我ノ荘駅前 → 西川 → 西大塚中 → 埴生 → 西多治井 → 平尾
  - 朝のみ運行、中環経由。
  - 恵我ノ荘駅前で32番から引き続き運行となる事実上の循環系統。
- 32番：平尾 → 西多治井 → 埴生 → 恵我ノ荘駅前 → （31番として運行）
- 74番：河内松原駅前 - 西川 - 恵我ノ荘駅前 - 埴生 - 西多治井 - 平尾
  - 河内松原駅前では4番のりばから発車。

### 松原線
河内松原駅前と堺市美原区内を結ぶ路線で、2つの系統に分けられている。

#### さつき野系統
松原市と美原区を最速で結ぶ路線。さつき野へ乗り入れた路線では最も歴史がある。現在は松原駅のほか喜志駅や北野田駅からの路線も存在する。
さつき野行きは、現在は往復とも国道309号経由で運行されているが、河内松原駅にロータリーが完成するまでは、高見ノ里寄り・府道堺大和高田線沿いのターンテーブルが設置された「さつき野線」専用敷地から発着し、往路と復路で経路も異なっていた。さつき野線開業時は冷房車が同路線に優先的に運用され、河内松原駅前行きは大阪中央環状線経由で運行されていた。
途中乗降が少ないことから、一時期は観光バスを転用した車両が使われたこともあった。現在は、中型車による運用も数多く存在する。
なお、広国神社前 - 美原区役所前間は南海バス（147系統・美原区役所 - 初芝駅前、146系統・地下鉄新金岡駅前 - 美原区役所前）と並行するが、並行区間でも運賃を合わせておらず、この区間では2023年11月1日現在では南海バスは対キロ制初乗り区間170円、近鉄バスは特殊区間制2区290円と南海バスのほうが安くなっている。
河内松原駅前では1番のりばから発車。
- 46番：河内松原駅前 - 新堂町 - 岡町 - 今井 - 美原区役所前 - 平尾道 - 平尾西 - さつき野東

#### 余部系統
さつき野系統よりやや東にある道を通って（終点付近で交差）、松原市と美原区を結ぶ路線。美原区内の終点はいくつかあるが、基本は余部（あまべ）まで行く系統である。余部バス停は農芸高校前のガソリンスタンドを転用した方転地となっており、以前はもう少し初芝寄りの細長い土地で方向転換していた。南海バスの中もず・平尾線と一部並行しており、平尾道 - 余部では南海バスの対キロ区間制運賃が適用される。
河内松原駅付近では、国道309号を通る岡町経由と駅付近の狭隘な道を通る岡北口経由の2つがあり、朝の余部行きと夕方以降の河内松原駅前行きが岡町経由、それ以外が岡北口経由で運行される。
現在の松原線は上述の通り松原市と美原区を結ぶものに限られるが、過去には大阪市内の平野駅前から地下鉄喜連瓜破・高野大橋・松原市役所前を経て河内松原まで運行する系統もあったほか、古くは松原を越えて余部へ直通していた。喜連・瓜破付近には狭隘区間もあった。地下鉄谷町線開業時に喜連瓜破 - 河内松原の15番が新設され、同時に平野駅 - 余部の10番・平野駅 - 河内松原の13番も地下鉄喜連瓜破経由に改められた。その後に、10番は河内松原駅を境に系統分割され、平野駅 - 河内松原駅と河内松原駅 - 余部の2つに分けられた。現在の10番は余部まで行かず、13番の区間便となっている。
かつて日中に松原市内の短距離系統である01・02番（河内松原駅前 - 岡北口 - 岡）が運行されていたが、2016年10月7日のダイヤ変更で廃止。代替措置として、余部発着便が岡町経由から岡北口経由に変更された。元は循環系統だった。
2016年の改正では夕方以降に運行されていた循環便である04番も土曜1便のみとなり、2022年11月4日のダイヤ変更で廃止された。
かつては04番を除き大型運用が存在したが、現在は中型車・小型車による運用である。
河内松原駅前では3番のりばから発車。
- 10番：河内松原駅前 → 岡北口 → 岡 → 大保 → 下黒山
- 12番：河内松原駅前 - 新堂町 - 岡町 - 岡 - 大保 - 下黒山 - 平尾道 - 余部
- 13番：河内松原駅前 - 岡北口 - 岡 - 大保 - 下黒山 - 平尾道 - 余部
- 14番：平尾道 → 下黒山 → 大保 → 岡 → 岡北口 → 河内松原駅前

### 北野田線
南海高野線の北野田駅へ乗り入れる路線で、富田林・さつき野・南海バスと共同運行の循環便といった系統を有する。現在、近鉄バスの一般路線で南海の駅前へ発着するのは北野田駅のみである（かつては堺東駅にも乗り入れていた）。北野田駅ロータリー完成前は北野田駅を通り抜けて、駅西側の大美野（噴水前）まで運行していた。
北野田駅前では多治井系統のみ3番のりば、その他は4番のりばから発車。

#### 富田林発着
古くからあるのは40・43・44番で、かつてはほかにも枝系統があった。
富田林駅前では1番のりばから発車。
- 44番：北野田駅前 - 菅生 - 平尾 - 木材団地 - PL病院南 - 富田林駅前
- 43番：北野田駅前 → 菅生 → 平尾西 → 平尾 → 木材団地 → PL病院南 → 富田林駅前
- 40番：富田林駅前 → PL病院南 → 木材団地 → 平尾 → 平尾西 → 菅生 → 北野田駅前
- 41番：河内松原駅前 - 新堂町 - 岡町 - 今井 - 美原区役所前 - 平尾道 - 平尾西 - 平尾 - 木材団地 - PL病院南 - 富田林駅前
  - 出入庫系統として早朝の松原発富田林行、夜の富田林発松原行のみが運行される（平尾西以北は松原線さつき野系統46番と同経路）。
  - 河内松原駅前では7番のりばから発車。

#### さつき野発着
47番と48番は、旧美原町が堺市へ編入されたのを機に堺市からの要望で開設されたものである。区役所へ立ち寄る48番は平日のみ運行で平尾西と美原区役所前間を往復する。
- 47番：北野田駅前 - 菅生 - 平尾 - 平尾西 - さつき野東
- 48番：北野田駅前 - 菅生 - 平尾 - 平尾西 - 美原区役所前 - 平尾西 - さつき野東

#### 多治井系統

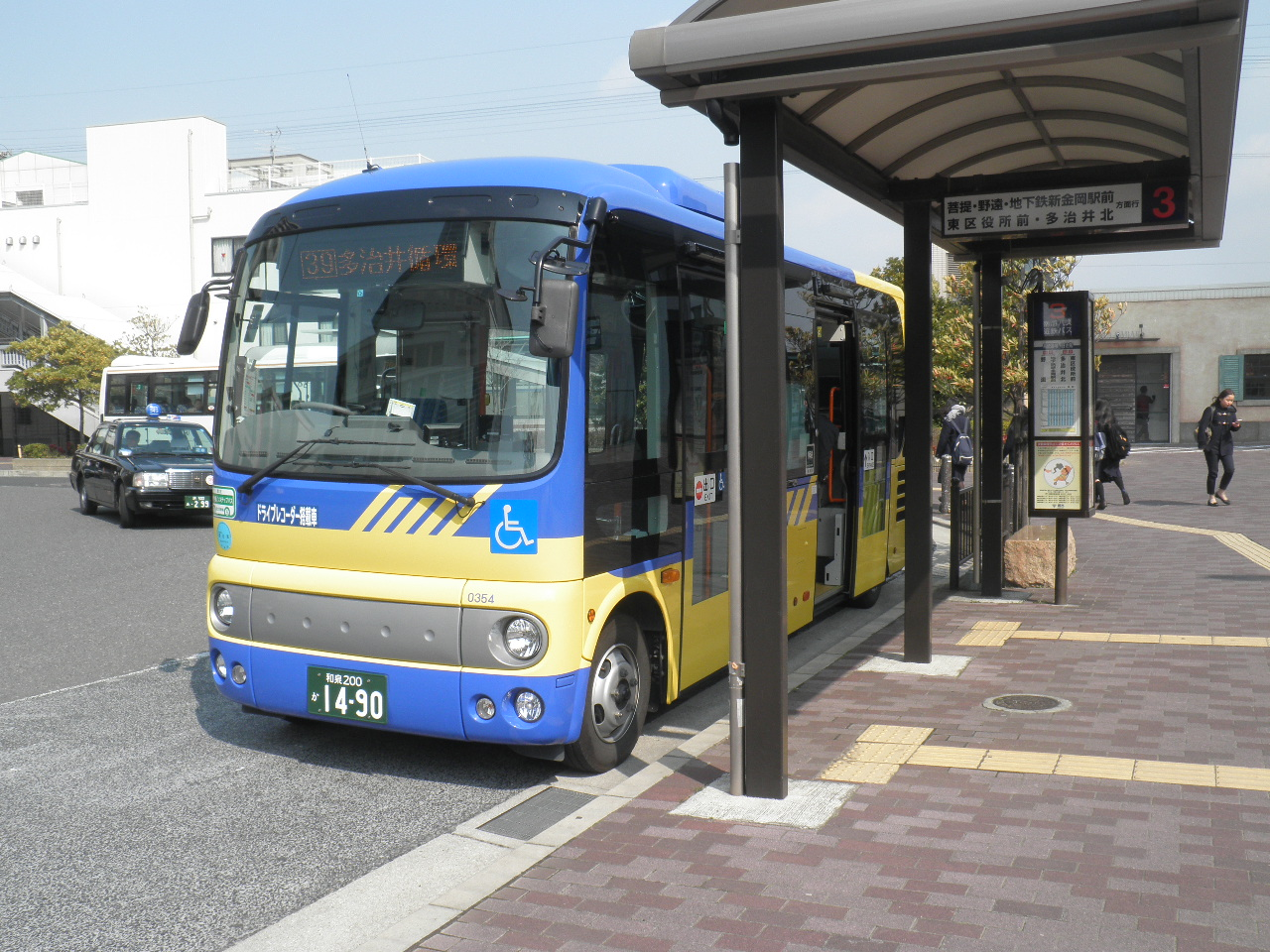
北野田駅前で発車を待つ北野田線多治井系統

堺市からの要望により、東区および美原区の路線空白地を結ぶ新路線として2006年9月25日に開設された。南海バスとの共同運行で、両社共通の当路線専用の共通定期券と共通回数券も発売されている。
なお、交通系ICカードは利用できるが、上記の共通回数券以外の各社専用の回数券・乗車カード類は各会社の便のみ使用可能（例えば「なっち」は南海バス便のみ使用可能）。
- 39番：北野田駅前 → 東区役所前 → 多治井北 → 大保 → 東区役所前 → 北野田駅前
  - 南海バスと共同運行。
- 37番：多治井北 → 大保 → 東区役所前 → 北野田駅前
- 38番：北野田駅前 → 東区役所前 → 多治井北 → 大保

### セブンパーク天美線
大型商業施設・セブンパーク天美が2021年11月17日に松原市内に開業するのに伴い、同年11月11日より運行開始。河内天美駅と施設を無停車で結ぶ。2022年3月27日より経路を変更し、往路（セブンパーク天美行）の所要時間を短縮した。
系統番号はセブンパークにちなんで7番となり、全日ダイヤで運行頻度は1時間に3 - 5便程度。運賃は施設側が一部負担する形を取ることで大人・小児とも100円となっていたが（定期券・各種割引はない）、2023年11月1日の運賃改定で120円となった。
セブンパーク天美停留所は東中央口・東口・西口（西口は媒体により無印）に分かれている。駅発については時間帯などによって発着地の異なる複雑な運行形態である。
河内天美駅には2017年3月まで大堀線が発着していたが運行をとりやめていたため、4年7か月ぶりに同駅発着の路線が再開した。
河内天美駅前では1番のりばが割り当てられている。2番のりばには南海バスが発着。
- 7番：河内天美駅前 - セブンパーク天美
  - 駅発は9時台前半までは全て東口終着。9時台後半の2本は東口経由の西口行き。以降は原則東中央口経由西口行きとなるが、午後以降に4本のみ東中央口止まりとなるものがある。
  - 駅行きは西口発の直行のみ。
  - 東中央口は2022年に新設された。この改正までは往路の西口直行もあった。

### 特定輸送
特定バスとして、関西福祉科学大学（学校法人玉手山学園）のスクールバスを受託運行する。
車両は、白をベースにした同学園専用カラーの路線車が松原営業所に大型・中型ともに複数在籍する。専用車の不足時は近鉄バスカラーの路線車が代走する。以前は、河内国分駅発着、道明寺駅発着のバスもあった。
- 高井田駅 - 玉手山学園
- 古市駅 - 玉手山学園
- 玉手山学園 → 高井田駅 → 古市駅

## 廃止・移管路線

### 堺線
堺市の中心部から柏原市の国分駅前まで運行していた。しかし近鉄南大阪線と並行しており、かつ道路渋滞に巻き込まれやすかったため、1990年代に運行を取りやめた。
なお、堺東駅 - 河内松原駅間には南海バス布忍線23系統（堺駅 - 堺東駅前 - 河内松原駅前）があるため、堺東駅 - 布忍間はノンストップかつクローズドドアシステムが採用されていた。
晩年まで松原担当便は大型運用が多く、区間便はほぼ八尾営業所の中型車を使用した。
- 50番：堺東駅前 - 布忍 - 河内松原駅前 - 藤井寺駅 - 土師ノ里 - 国分駅前
  - 上記の通り堺東駅 - 布忍間はノンストップ。
- 51番：河内松原駅前 - 藤井寺駅 - 土師ノ里 - 国分駅前
  - 松原営業所への出入庫系統、上記のほかに国分駅前 - 藤井寺駅の区間便（52番、八尾営業所担当）も存在した。

### 大堀線
平野駅（国鉄→JR西日本）から大阪市・八尾市境の亀井を経由し、出戸からは南下して大和川を越え松原市内を結ぶ路線として運行していたが、のちに地下鉄出戸以南の運行となり、さらに松原市内の河内松原駅と大堀を結ぶ系統のみとなったものの、2017年4月1日に運行を取りやめた。
この路線廃止により公共交通空白地となった地域では、松原市のコミュニティバス「ぐるりん号」が一部区間をカバーするほか、大和川を渡る出戸（バスターミナル）と恵我小学校付近の間は大阪シティバスの33号系統が2021年現在も運行している。
- 20番：平野駅前 - 平野元町六丁目 - 亀井 - 地下鉄出戸 - 大堀 - 三宅 - 松原市役所前 - 河内松原駅前 - 松原車庫前
- 23番：河内天美駅前 - 三宅 - 大堀
  - 2017年3月31日休止。
- 24番：河内天美駅前 - 松原市役所前 - 河内松原駅前 - 松原車庫前
  - 2008年12月20日休止。
- 26番：地下鉄出戸 - 大堀 - 三宅 - 松原市役所前 - 河内松原駅前 - 松原車庫前
- 28番：河内天美駅前 - 三宅 - 大堀 - 地下鉄出戸
  - 2008年12月20日休止。
- 29番：地下鉄出戸 → 大堀東 → 河内天美駅前
  - 大堀東停留所は大阪中央環状線上にあった。

### コミュニティバス

#### みはらふれあい号
2000年に旧南河内郡美原町が運行開始した無料運行のコミュニティバス。北ルートと東ルートは近鉄バス（松原営業所）、西ルートと南ルートは南海バス（泉北営業所金剛車庫）が運行受託していた。編入合併により堺市が引き継いで「みはらふれあい号」の名称のまま美原区内で運行し、他区のコミュニティバスとは異なる運行形態が継続されていた。「堺市ふれあいバス」とともに2013年6月30日廃止。

#### 松原ぐるりん号
松原市の自家用バスを使用した運賃無料の循環バス。近鉄バス（松原営業所）が運行を受託していた。委託先がエムケイ観光バス（大阪営業所）へ変更されたため近鉄バスは撤退した。

### 特定輸送
- 特定バスとして、四天王寺羽曳丘中学校・高等学校のスクールバスを運行し、中百舌鳥駅、新金岡駅と学園間を結んでいた。スクールバスには観光タイプの車両を使用してきたが、2007年の新車は路線車（自家用仕様）が導入された。のちに岸和田観光バス堺営業所に運行委託先が変更され、近鉄バスは撤退した。

## 車両
近畿日本鉄道からの分社化以降、近鉄バスは従来の日野自動車製に加え、いすゞ自動車製の車両も導入するようになった。ジェイ・バスの設立後は同社製の統合車種を導入している。
大型路線車は、近鉄バスでは以前は11m級の長尺車（P、Q、R尺）を多く入れていたが、のちに新車で長尺車を導入するのは羽曳が丘の住宅地・学生輸送を抱える松原営業所と大阪大学吹田キャンパスへの学生輸送を抱える鳥飼営業所の一部だけになり、他の営業所は10m級の普通尺車（L尺）を主力とするようになった。一方で管内には狭隘路も多いため、羽曳野線とさつき野系統を除く路線では中型車または小型車を使用する。
大型車の新車は羽曳が丘系統へ優先的に回され、一つ前の型はさつき野系統へ回されていたが（一例として、羽曳が丘系統はブルーリボンII、さつき野系統はブルーリボンシティ）、その後は区別なくさつき野系統でも新型車が運用されるようになった。2017年12月には日野・ブルーリボンハイブリッド車（2SG-HL2ANBP）が1台導入された。
運賃箱は、かつてはサクサ（旧・田村電機）製を使用していたが、交通系ICカード導入により小田原機器製へ更新された。
冒頭に記載の通り、当営業所の所属車両は近鉄バスでは唯一和泉ナンバーを付けるため、他の営業所との転出入があると必ずナンバープレートが付け替えられることになるが、1992年までは大阪ナンバーを付けていたため、他県の京都営業所との転属でない限りナンバープレートの付け替えは発生しなかった。